# Markowice (Racibórz)
Markowice (niem. Markowitz, 1936-1945 Markdorf) – dzielnica Raciborza oddalona od centrum miasta o ok. 5 km w kierunku północno-wschodnim, na trasie Racibórz-Gliwice, dawniej wieś, włączona do Raciborza 1 lutego 1977 r.
W latach 1954–1972 jako wieś należały i były siedzibą gromady Markowice.

## Warunki naturalne
Pomniki przyrody w Markowicach:
- jesion wyniosły – obwód 367 cm,

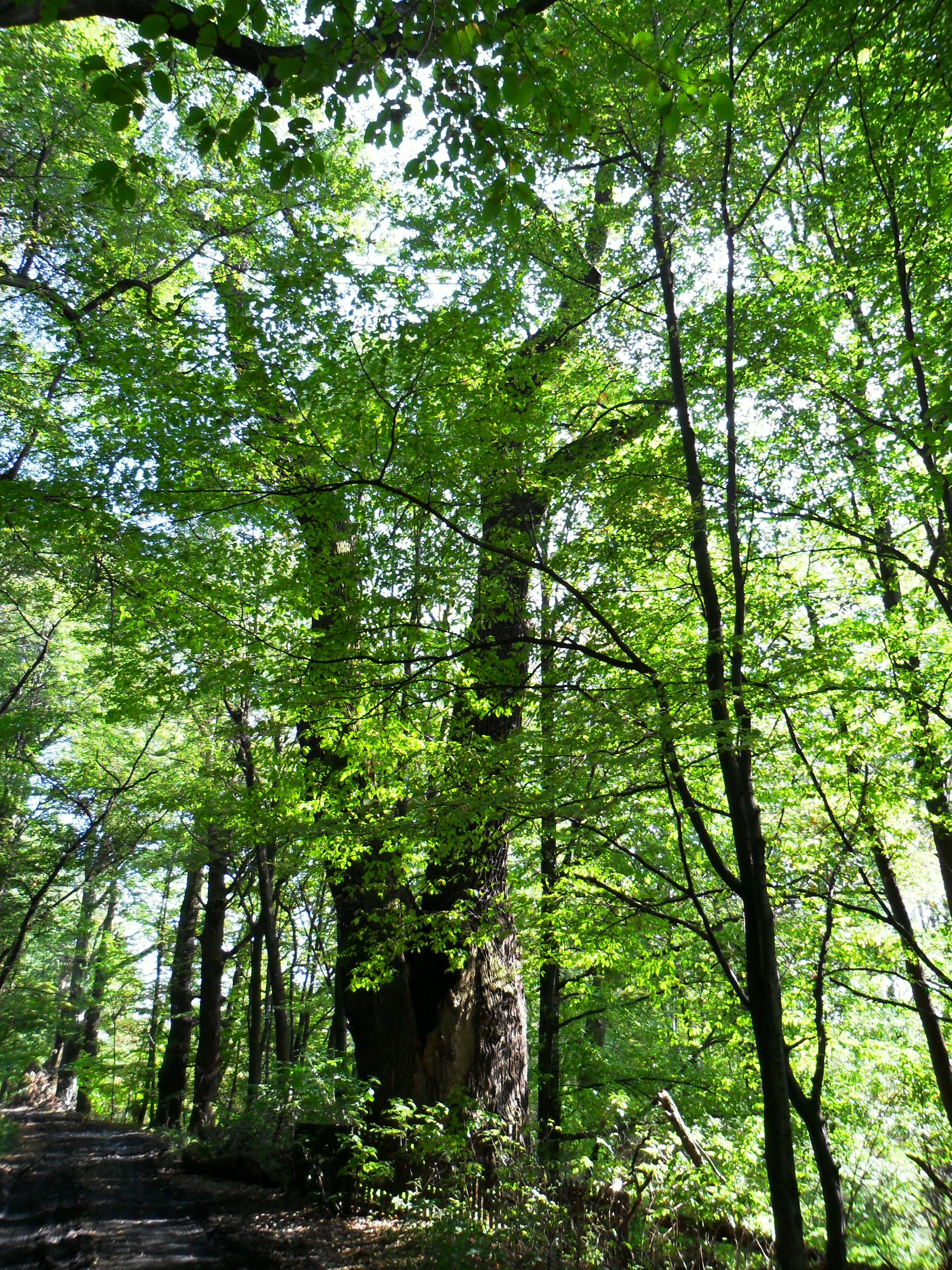
Dąb Sobieskiego

- Dąb Sobieskiego w Łężczoku – obwód 715 cm

## Historia
Miejscowość wzmiankowana w dokumencie z 1290 r. Od początku XIV w. należała do uposażenia świątobliwej Eufemii. W latach 1945–1954 siedziba gminy Markowice. W 1936 r. zmieniono niemiecką nazwę na Markdorf. Wieś włączono do Raciborza w 1977 r.

## Zabytki

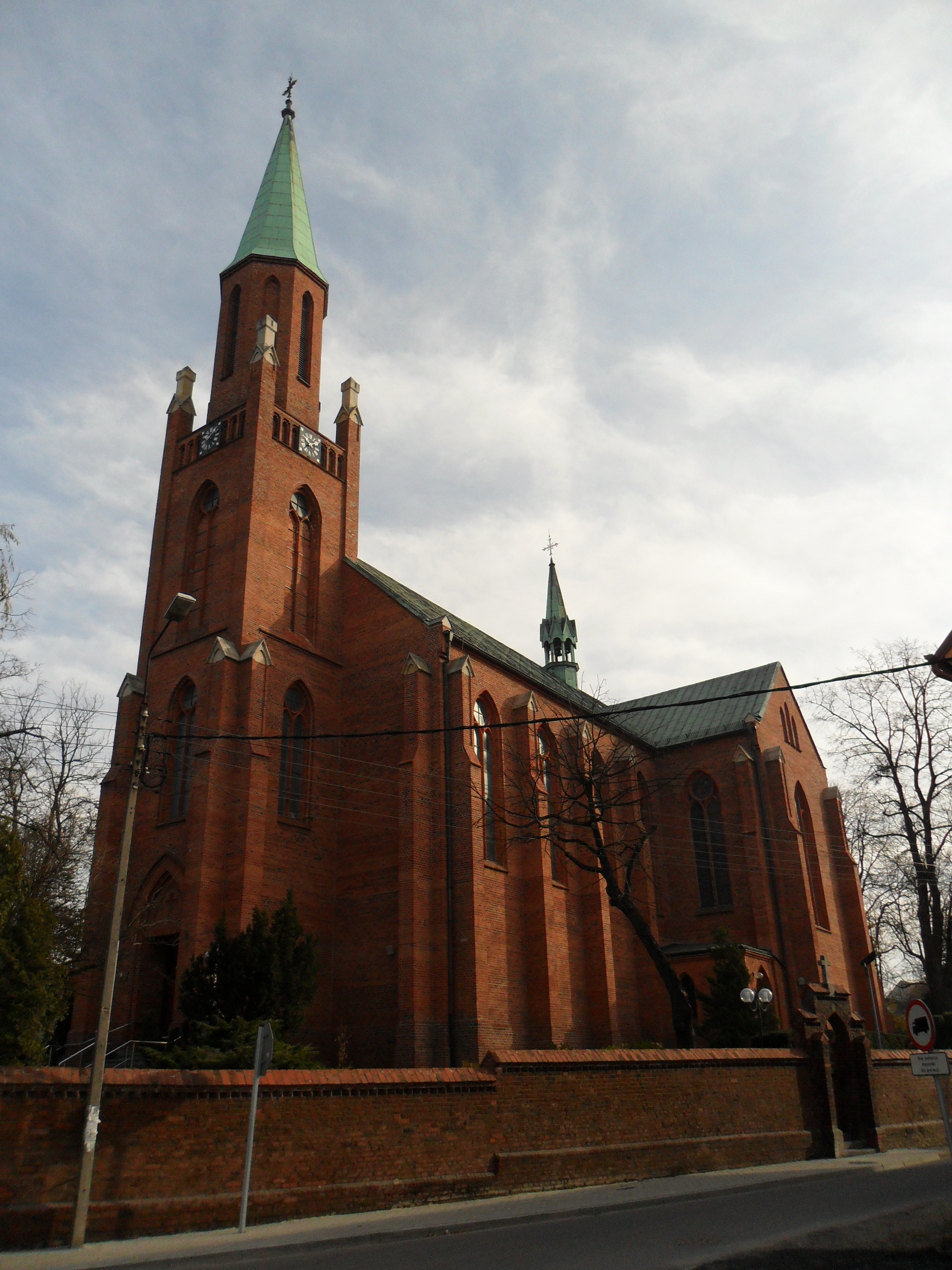
Kościół pw. św. Jadwigi

- Kościół parafialny pw. św. Jadwigi Śląskiej – wybudowany w latach 1874–1877 w stylu neogotyckim. Jednonawowy z transeptem, od zach. czworoboczna wieża zwieńczona sterczynami, w górnej części ośmioboczna z iglicą. Nad nawą wieżyczka sygnaturki.
- Plebania – pochodzi z XIX w., neogotycka.
- Dom rodziny Bożków z tablicą ku czci Arki Bożka.
- Budynek gospody – pochodzi z 1903 r.
- Na budynku szkoły tablica – pochodzi z 1960 r., upamiętnia działalność polskiej szkoły mniejszościowej w latach 1925-1939.

## Osoby związane z Markowicami

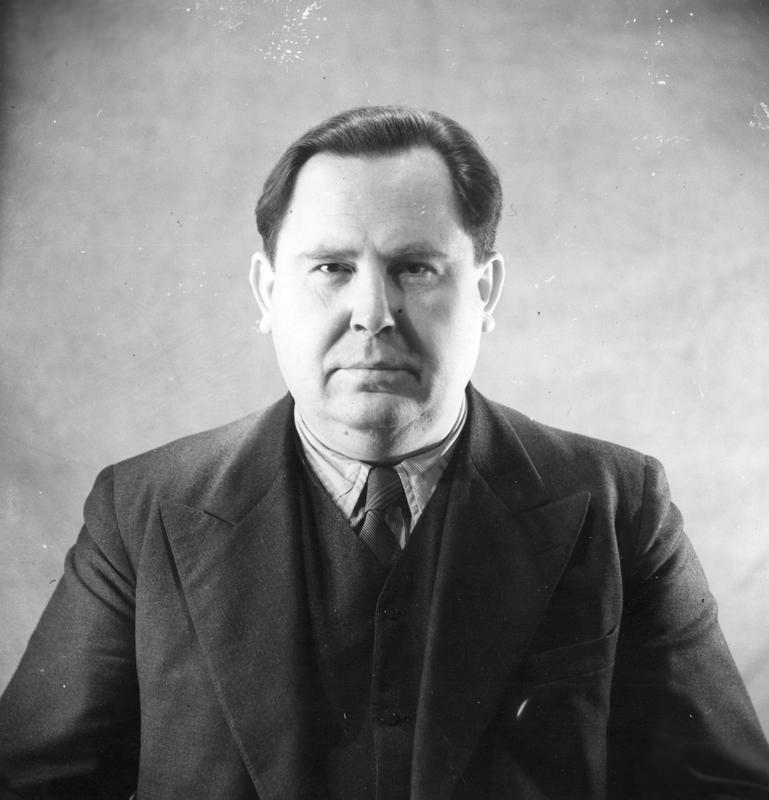
Arka Bożek

- Arka Bożek – urodził się we wsi Markowice, w jego domu rodzinny znajduje się izba pamięci.
- Hubert Kostka – urodził się i nadal mieszka tutaj były bramkarz reprezentacji Polski w drużynie Kazimierza Górskiego.
- Anna Stroka – polska germanistka, literaturoznawca oraz wykładowca
- Nina Kracherowa-Gamratowa (1929-1993) – pisarka i dziennikarka urodzona w Markowicach. W napisanych na fali przemian 1956 r. rozliczeniowych opowiadaniach, wydanych 1963, pt. "O północy" (Wydawnictwo Śląsk 1963) sportretowała wielu mieszkańców Markowic.